# انجمن خوشنویسان نوین ایران
انجمن خوشنویسان نوین انجمنی است صنفی تخصصی آموزشی و غیرسیاسی که توسط حسن غلامرضاپور با هدف کاربردی کردن هنر خوشنویسی و به ویژه خط نستعلیق با استفاده از ابزار روزمره مردم مانند خودکار ایجاد شد.
در این انجمن، شیوه نوینی برای هنر خوشنویسی ابداع شده‌ که آن استفاده از ابزارهای نوین نوشتاری (مانند خودکار) بجای ابزار سنتی خوشنویسی (مانند قلم نی و دوات) با حفظ تمام اصول فنی هنر خوشنویسی نستعلیق (مانند ضعف و قوت، صعود و نزول، سواد و بیاض) است.

## تاریخچه
انجمن خوشنویسان نوین ایران در پی ابتکار و ابداع شیوه خوشنویسی با خودکار که در نتیجه سال‌ها تحقیق و بررسی که سرانجام در سال ۱۳۶۴ توسط حسن غلامرضاپور در عمل صورت پذیرفت، از سال ۱۳۶۹ با هماهنگی وزارت کشور کمیسیون مادهٔ ۱۰ احزاب، تحت نام انجمن کتابت ایران، در قالب کلاسهای آموزش خوشنویسی با خودکار، شروع به فعالیت نمود.